# صلاح عبود محمود
صلاح عبود محمود الجبوري (1942-2024)، هو لواء سابق في الجيش العراقي، اشتهر بدوره في معركة الخفجي و 73 للشرق، خلال حرب الخليج الثانية.

## حياته
نشأ صلاح عبود محمود في مدينة الموصل، وقيل ولد في الفلوجة، وشغل منصب وزير التربية في عقد الثمانينيات من القرن العشرين. ولقد تخرج من الكلية العسكرية العراقية دورة 38 في عام 1962، ونال شهادة الماجستير في العلوم العسكرية من كلية الأركان العراقية عام 1974، ثم نال شهادة الدكتوراه من كلية الحرب العليا العراقية عام 1987، كما شارك في العديد من الدورات العسكرية داخل وخارج العراق، وفي 29 يناير 1991، شارك في معركة مع قوات التحالف للسيطرة على مدينة الخفجي السعودية، وشارك أيضًا في حرب الخليج الأولى 1980-1988، جنبًا إلى جنب مع معركة 73 للشرق.
وجرى تكريمهُ عدة مرات من قبل القيادة العامة للقوات المسلحة وهو حاصل على العشرات من الأوسمة والأنواط.
عُين قائداً للفيلق العراقي الثالث في أعقاب الحرب العراقية الإيرانية.

## مؤتمر خيمة سفوان
خلال حرب الخليج الثانية عقد مؤتمر خيمة سفوان الشهيرة في 3 مارس 1991 التي اتفق فيها على وقف إطلاق النار مع العراق، ووقع الاتفاق بين الجنرال الأمريكي نورمان شوارزكوف والأمير خالد بن سلطان بن عبد العزيز آل سعود قائد القوات العربية المشتركة من جانب قوات التحالف ومن الجانب العراقي اللواء الركن سلطان هاشم واللواء الركن صلاح عبود محمود وكان وقتها قائد الفيلق الثالث ثم أصبح لاحقًا محافظًا لمحافظة ذي قار، ومحافظ للأنبار وميسان وشغل منصب وكيل وزارة الداخلية.

## حركة وفيق السامرائي
في ديسمبر 1994، انشق اللواء وفيق السامرائي إلى الأردن ودعا الضباط إلى الثورة ضد نظام صدام حسين، وكان محمود من بين هؤلاء الذين دعاهم، لكنه لم يذهب، على الرغم من صلاته بالعديد من الضباط، إلا أنه لم يُعدم أبدًا، وأُجبر تدريجياً على ترك أدواره الحكومية.

### اختفاءه بعد غزو العراق
بعد غزو العراق في مارس 2003، اختفى حتى حين، ثم ظهر أنه يقيم في الأردن، وبقي فيها حتى وفاتهِ في 21 حزيران 2024.

## وفاته
توفي صلاح عبود الجبوري في الأردن يوم الجمعة الموافق 15 ذو الحجة 1445هـ/ 21 حزيران 2024م، وكانت صلاة الجنازة عليهِ في مسجد الهمشري بعد صلاة الظهر من يوم السبت وواري ثراه في مقبرة سحاب الإسلامية.